# Suhoj
Suhoj (rusko ОАО "Компания "Сухой") je ruski načrtovalec in proizvajalec vojaških in potniških letal. Sedež podjetja je v Begovoju v ruski prestolnici Moskva. Biro "Suhoj" (OKB-51) je bil ustanovljen leta 1939.

## Letala
- Su-2: 1937, lahki bombnik
- Su-7: jurišnik
- Su-9: 1956, prestreznik
- Su-11: 1958, prestreznik
- Su-15: 1962, prestreznik
- Su-17/Su-20/Su-22: jurišnik
- Su-24: 1970, reaktivni bombnik
- Su-25: 1975, jurišnik
- Su-26: 1984, akrobatsko letalo
- Su-27: 1977, lovec
- Su-29: 1991, akrobatsko letalo
- Su-30: 1993, večnamenski lovec
  - Su-30MK-2: večnamenski lovec
  - Su-30MKK: večnamenski lovec
  - Su-30MKI: lovec
  - Su-30MKM : lovec
- Su-31: 1992, akrobatsko letalo
- Su-33: 1987, palubni lovec
- Su-34/Su-32: 2006, lovski bombnik
- Su-27M/Su-35: 1995, lovec
  - Su-35BM: lovec
- Su-80: dvomotorno turbopropelersko STOL transportno letalo
- Superjet 100: 2008, regionalno potniško letalo
- Irkut MC-21: ozkotrupno potniško letalo

- Poljski Su-22UM-3K na RIAT 2010
- Poljski Su-20
- Indijski Suhoj Su-30MKI
- Suhoj Su-27 akrobatske skupine Ruski vitezi
- Superjet 100 RJ
- Suhoj Su-26M

## Eksperimentalna letala
- Su-1/I-330: 1940, visokovišinski lovec
- Su-3/I-360: 1942, izboljšan Su-1
- Su-5/I-107: reaktivni lovec
- Su-6: 1942, jurišnik
- Su-8/DDBŠ: 1943, jurišnik
- Su-9: reaktivni lovec
- Su-10: reaktivni bombnik
- Su-12: 1943, jurišnik, opazovalno letalo
- Su-15: prestreznik
- Su-17: lovec
- Suhoj-Gulfstream S-21: predlagano nadzvočno poslovno letalo
- Suhoj KR-860: predlagano dvonadstropno potniško letalo[3]
- Su-37 ("Terminator"): izboljšan Su-35
- Su-28/Su-25UB: trenažer
- Su-25TM/Su-39: 1984, jurišnik
- Su-38: agrikulturno letalo
- S-32/37: večnamenski lovec
- Su-47: eksperimentalno letalo
- P-1: 1958, prestreznik
- T-3: 1956, lovec
- T-4/100: 1972, nadzvočni strateški bombnik
- T-60S: nadzvočni bombnik
- Su-57: lovec 5. generacije[4]
- Suhoj/HAL FGFA: lovec 5. generacije, razvit skupaj z indijskim HAL

## Načrtovana letala
- Suhoj S-54
- Suhoj Superjet 130